# همراهان خوب (فیلم ۱۹۳۳)
همراهان خوب (به انگلیسی: The Good Companion) یک فیلم کمدی بریتانیایی محصول سال ۱۹۳۳ به کارگردانی ویکتور ساویل با بازی جسی متیوز، جان گیلگد و ادموند گون است. بر اساس رمان ۱۹۲۹ با همین نام توسط جب بی ساخته شده‌است.